# Зуица
Зуица — деревня в Опочецком районе Псковской области России. Входит в состав Варыгинской волости.
Расположена в 22 км к северо-западу от центра города Опочка, на левом берегу реки Исса.
Численность населения по оценке на конец 2000 года составляла 13 жителей, на 2012 год — 1 житель.